# Dzimitryj Chlebasolaǔ
Dzimitryj Andrėevič Chlebasolaǔ (in bielorusso Дзмітрый Андрэевіч Хлебасолаў?, traslitterazione anglosassone: Dmitri o Dzmitry Khlebosolov; Brėst, 7 ottobre 1990) è un ex calciatore bielorusso, di ruolo attaccante.

## Biografia
Suo padre Andrėj Chlebasolaŭ è stato anch'egli calciatore.

## Carriera

### Club
Nel 2011 ha giocato nel Naftan.

### Nazionale
Ha giocato con la nazionale bielorussa Under-20 e Under-21. Con la quale ha anche segnato nelle qualificazioni al campionato europeo di calcio Under-21 2013 contro la Grecia e Cipro.